# Područje oko rta Tatinja - Hvar
Područje oko rta Tatinja - Hvar este o arie protejată (sit de importanță comunitară — SCI) din Croația întinsă pe o suprafață de 234,91 ha, integral marine.

## Localizare
Centrul sitului Područje oko rta Tatinja - Hvar este situat la coordonatele 43°12′59″N 16°38′11″E / 43.216501°N 16.636252°E.

## Înființare
Situl Područje oko rta Tatinja - Hvar a fost declarat sit de importanță comunitară în iulie 2013 pentru a proteja un număr necunoscut de specii din flora spontană și fauna sălbatică aflate în arealul zonei.

## Biodiversitate
Situată în ecoregiunea marină mediteraneană, aria protejată conține 1 habitat natural: Recifuri.
La baza desemnării sitului se află un număr nedeclarat de specii protejate.